# Vla

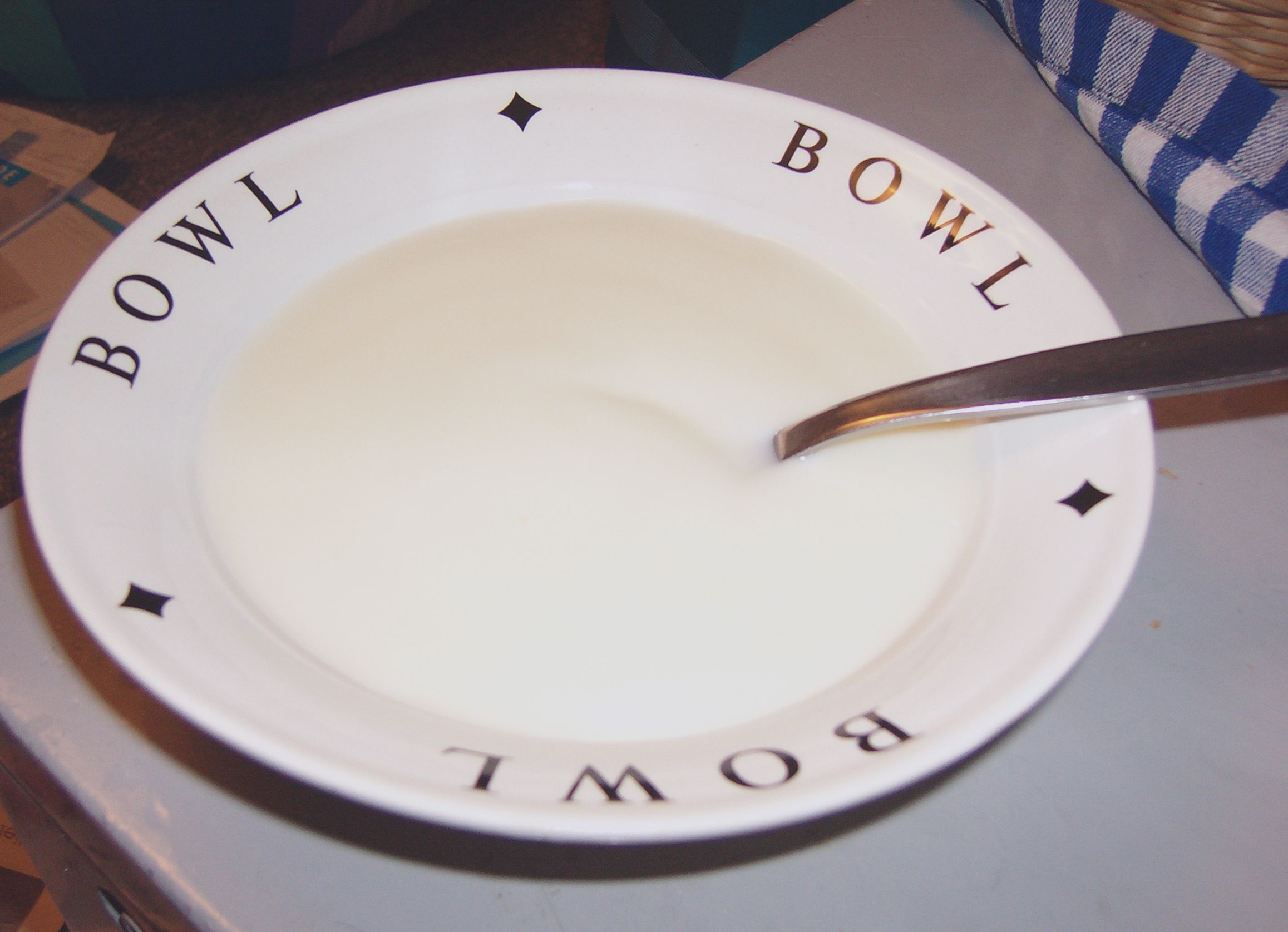
Vla blanco.

El vla es un producto lácteo típico de los Países Bajos, hecho de leche con aditivos que aumentan la viscosidad hasta hacerla similar a la del yogur. Se asemeja al púdin y flan, pero es más líquido. 
El vla se elabora tradicionalmente con leche cocida con nata, o con una combinación de huevo, harina de maíz y vainilla. Se añade azúcar a ambas variedades. El vla que se vende en tiendas trae a menudo otros espesantes. 
Originalmente el vla solo existía en los Países Bajos. En 2006 fue introducido poco a poco en Alemania, y como no había ningún término alemán para referirse a él, se utilizó el término neerlandés vla. Las granjas neerlandesas denominadas De Zuivelhoeve, que producen boer'nvla (‘vla de campesino’) lo venden en Alemania, entre otros países, como Bauernvla. A principios de la Edad Media, el término se escribía fla, que se convirtió en vla con el cambio a la nueva ortografía del neerlandés.
Actualmente puede encontrarse vla de varios sabores, como por ejemplo vainilla, chocolate, blanco, hopjes, fruta (por ejemplo frambuesa, plátano, melocotón o manzana) y galleta. También hay vla de nata montada que puede encontrarse con diferentes sabores. Algunos tipos de vla, como el de naranja, solo pueden encontrarse en determinadas épocas del año. 
En el vla doble, hay dos sabores en un envase. Si el envase de vla no se agita, los dos sabores y colores salen del paquete uno junto al otro al abrirlo. 
A menudo se come vla en combinación con galletas, compota de manzana, plátanos o vruchtenhagel. Otra combinación se conoce como vla amarillo (vainilla) con grosella roja. Un plato que lleva vla es el vlaflip.
En dialecto limburgués, la palabra vla también se usa para referirse al vlaai.